# Драгословени (Думбравени)
Драгословени (рум. Dragosloveni) насеље је у Румунији у округу Вранча у општини Думбравени. Oпштина се налази на надморској висини од 111 m.

## Становништво
Према подацима из 2011. године у насељу је живело 925 становника.